# اچ‌ام‌اس ترینیداد (۴۶)
اچ‌ام‌اس ترینیداد (۴۶) (به انگلیسی: HMS Trinidad (46)) یک ناو کلاس کراون کولونی متعلق به نیروی دریایی پادشاهی بریتانیا، به طول ۱۶۹٫۳ متر (۵۵۵ فوت) بود. این کشتی در سال ۱۹۴۱ ساخته و در سال ۱۹۴۲ در جریان مأموریتی در ناحیه شمالگان غرق شد.

## غرق شدن
در مارس سال ۱۹۴۲ و در جریان اسکورت ناو PQ 13 انگلستان، این ناو وارد درگیری با ناوشکن‌های آلمانی شد و توانست به یک ناوشکن Z26 حمله و به آن آسیب وارد کند. سپس یک اژدر به سوی آن شلیک کرد اما این اژدر به دلیل نقص فنی در ژیروسکوپ آن، دور زد و به سوی خودِ اچ‌ام‌اس ترینیداد بازگشت و به آن اصابت کرد و موجب کشته شدن ۳۲ نفر شد. پس از این واقعه، ترینیداد از میدان نبرد خارج و به مورمانسک برگردانده شد و مورد تعمیر جزئی قرار گرفت. 
در ۱۴ مه ۱۹۴۲ و در مسیر بازگشت به خانه به همراه چهار ناو اسکورت‌کننده‌اش (اچ‌ام‌اس فورسایت (اچ۶۸)، اچ‌ام‌اس فورستر (اچ۷۴)، اچ‌ام‌اس سومالیایی (اف۳۳) و HMS Matchless)، مورد حمله بیش از ۲۰ بمب‌افکن آلمانی یونکرس ۸۸ قرار گرفت. با اصابت یک بمب به آن، ۶۳ نفر کشته شدند. ترینیداد در روز بعد از این حادثه رها و با شلیک یک اژدر از یکی از ناوهای انگلیسی همراهش (HMS Matchless) غرق گردید.